# Candelariaceae
Famille
Les Candelariaceae (du latin candela, « chandelle », couleur jaune du thalle identique à celle des chandelles faites autrefois en cire) sont une famille de champignons lichénisés de l’ordre des Candelariales.

## Liste des genres
Selon Catalogue of Life (15 octobre 2013) et NCBI (15 octobre 2013) :
- genre Candelaria
- genre Candelariella
- genre Candelina
- genre Placomaronea